# Aloe lateritia
Aloe lateritia es una especie de planta suculenta  perteneciente a la familia de los aloes. Es endémica de Etiopía y Tanzania donde crece en lugares secos y roquedales.

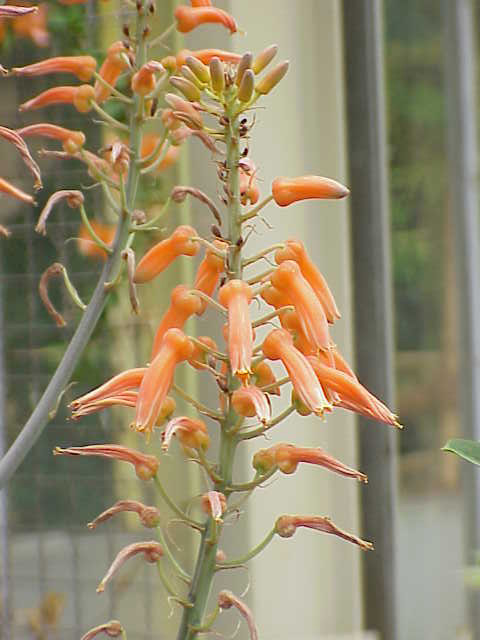
Inflorescencia

## Descripción
Es una planta suculenta con las hojas agrupadas en rosetas basales. Las hojas son carnosas, de color verde azulado con los márgenes dentados. La inflorescencias en racimos con flores tubulares de color naranja.
Aloe lateritia crece sin tallo con brotes que luego forma grupos pequeños. Con 16 a 20 hojas lanceoladas estrechas que forman densas rosetas. La lámina de la hoja es de color verde brillante de 25 a 50 centímetros de largo y 5 - 10 cm de ancho, con manchas blancas dispuestas en  bandas transversales. La superficie de la hoja es lisa con dientes marrones en el margen de la hoja  de 3 a 4 milímetros de longitud y de 10 a 15 milímetros de distancia. La inflorescencia consiste de tres a ocho ramas que alcanzan una longitud de hasta 125 centímetros. Las flores de  color rojo-naranja, amarillo, de vez en cuando por lo general brillantes  de 30 a 38 milímetros de largo y recortadas en su base.

## Taxonomía
Aloe lateritia fue descrita por Adolf Engler y publicado en Pflanzenw. Ost-Afrikas, C: 140, en el año (1895).
Etimología
Aloe: nombre genérico de origen muy incierto: podría ser derivado del griego άλς, άλός (als, alós), "sal" - dando άλόη, ης, ή (aloé, oés) que designaba tanto la planta como su jugo - debido a su sabor, que recuerda el agua del mar. De allí pasó al Latín ălŏē, ēs con la misma aceptación, y que, en sentido figurado, significaba también "amargo". Se ha propuesto también un origen árabe, alloeh, que significa "la sustancia amarga brillante"; pero es más probablemente de origen complejo a través del hébreo: ahal (אהל), frecuentemente citado en textos bíblicos.
lateritia: epíteto latino que significa "de color naranja ladrillo", en alusión a sus flores.
Variedades aceptadas
- Aloe lateritia var. graminicola (Reynolds) S.Carter
- Aloe lateritia var. lateritia[8][2]